# Cascarones

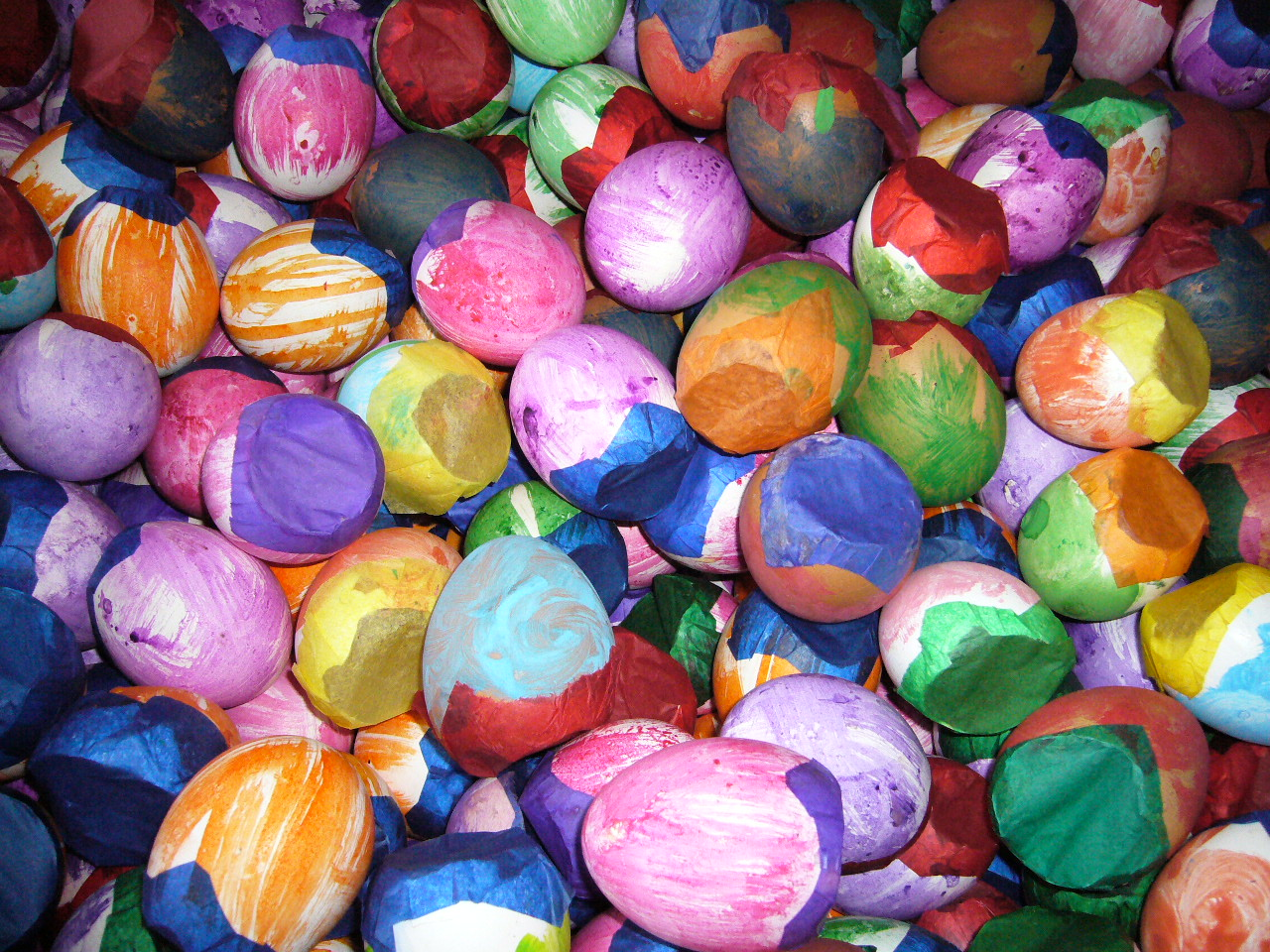
Cascarones

Cascarones o huevos de confeti son huevos de gallina festivos, huecos llenados de confeti, pequeños juguetes o harina, entre otros. Se rumora que se originaron en China y fueron traídos a Europa por Marco Polo. En Italia se utilizaron por primera vez como un ritual de cortejo, llenados de perfume y luego cubiertos con cera. Los hombres los lanzarían a las mujeres que encontraran atractivas. La costumbre luego viajó a España y más tarde fue llevada a México a mediados de la década de 1800 por la esposa del emperador Maximiliano. Fue en México que el polvo perfumado fue reemplazado con confeti.
El término «cascarón» viene de cáscara de huevo. La tradición de cascarones es común en toda América Latina, y estos son similares a los huevos de Pascua populares en muchos otros países. Se utilizan sobre todo en México durante festividades, pero en las ciudades fronterizas de Estados Unidos y México las culturas se combinaron haciéndolos una tradición popular de Pascua.
Los cascarones decorados llenos de confeti pueden ser lanzados o aplastados sobre la cabeza del destinatario para llenarlo con confeti.  Al igual que muchas de las tradiciones populares de México, los cascarones son cada vez más populares en el suroeste de Estados Unidos. Por ejemplo, son especialmente prominentes durante las dos semanas en el festival de Fiesta en toda la ciudad de San Antonio, Texas. La tradición de cascarones es generalmente hecha durante el tiempo de Pascua. Además de en la Pascua, los cascarones se han hecho populares para las ocasiones como cumpleaños, Halloween, Cinco de Mayo, Día de Independencia, Día de Muertos, y en bodas (los cascarones en las bodas pueden ser llenados con alpiste). Así pues, en España, concretamente en la provincia de Almería, estos cascarones son utilizados para la celebración del Carnaval y son rellenados con confeti y decorados con multitud de materiales. 
Tomar un cascarón quebrado sobre la cabeza se dice que trae buena suerte, sin embargo, preocupaciones acerca de intoxicación de salmonela erosionaron el apoyo a la práctica a partir de 2003.
Para hacer cascarones, se puede utilizar un alfiler o un cuchillo para romper un agujero en el extremo del huevo y verter la yema. La cáscara se limpia, se decora como se desee y se deja secar. Después de que se seca, se llena generalmente con confeti, harina o un juguete pequeño. Uno debe entonces aplicar pegamento alrededor del exterior del agujero y cubrirlo con papel.